# چینش جناغی

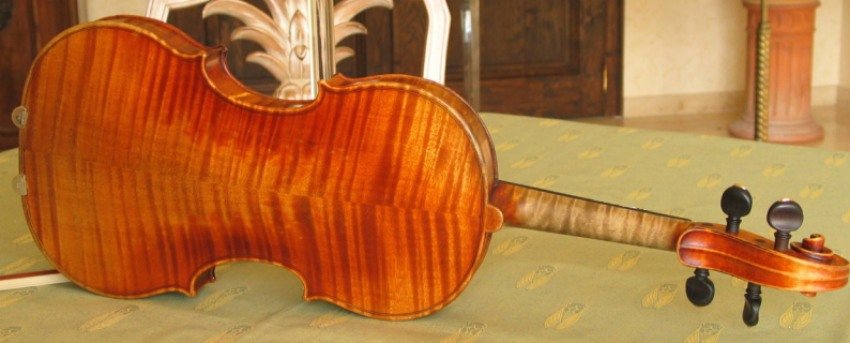
پشت یک ویلون با چینش جناغی

چینش جناغی یا جور کردن رگه یا رگه متقارن یا بوکمچینگ (انگلیسی: Bookmatching) عمل تطبیق دو سطح (یا بیشتر) چوب یا سطوح سنگی است، به طوری که دو سطح مجاور یکدیگر را در مقابل خود قرار داده و تأثیر یک کتاب باز را به تصویر می‌بخشند. این نوع چینش به دلیل شبیه بودن به جناغ سینه، چینش جناغی نامیده شده‌است.
چینش جناغی معمولاً با روکش انجام می‌شود، اما می‌تواند با چوب محکم یا سنگ رگه‌دار هم انجام شود. این روش برای زیبا کردن انواع اشیا مانند مبلمان، ویولون‌ها، گیتار یا داخل ماشین‌های لوکس به کار می‌رود. دو سطح مجاور از یک تکه چوب تولید می‌شوند، به طوری که آن‌ها تقریباً همان ظاهر را دارند، اما انعکاس آن نیز منعکس می‌شود. اثر نهایی با شکل چوب انتخاب شده متفاوت است. اگر به صورت بسیار ظریف اجرا شود، تقریباً به نظر می‌رسد کار یک تکه چوب باشد.
چینش جناغی با سنگ مرمر یا سنگ‌های دارای نقش نیز ممکن است.
از چینش جناغی در منبت‌کاری بسیار استفاده می‌شود.